# Ортоцентроидная окружность

Треугольник (черный), его ортоцентр (голубой), его центроид (красный) и его ортоцентроидный круг (желтый)

Ортоцентроидная окружность неравностороннего треугольника — это окружность, построенная на отрезке, соединяющем его ортоцентр и центроид, как на диаметре. Этот диаметр также содержит центр описанной окружности и центр окружности девяти точек треугольника и является частью прямой Эйлера.
Гвинанд (Guinand) в 1984 г. показал, что инцентр треугольника должен лежать внутри ортоцентроидной окружности, но не совпадать с центром девяти точек; то есть он должен попадать в открытый ортоцентроидный диск с вырезанным внутри центром девяти точек
:pp. 451–452.
Более того, точка Ферма, точка Жергонна и точка Лемуана лежат в открытом ортоцентроидном диске с вырезанным внутри своим собственным центром (и могут быть в любой точке внутри него), тогда как вторая точка Ферма находится снаружи ортоцентроидного круга (и также может быть в любой точке снаружи). Возможные положения первой и второй точек Брокара также находятся в открытом ортоцентроидном диске.
Квадрат диаметра ортоцентроидной окружности равен:p.102 {\displaystyle D^{2}-{\tfrac {4}{9}}(a^{2}+b^{2}+c^{2}),} где a, b и c — длины сторон треугольника, D — диаметр описанной окружности.